# Notos

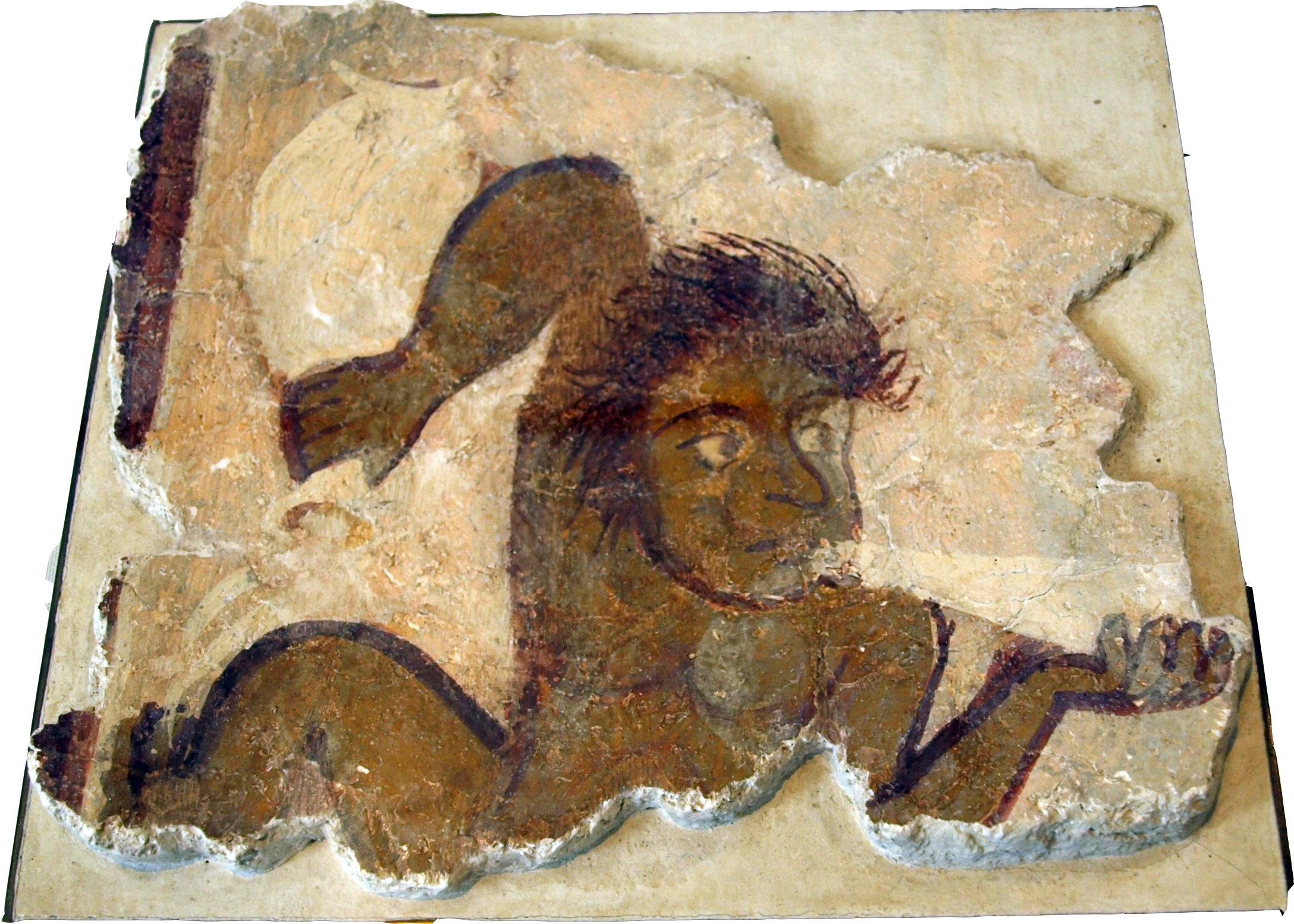
Notos auf einem byzantinischen Fresko

Windrose nach Aristoteles (30°-Teilung)

Notos (altgriechisch Νότος Nótos, lateinisch Notus) ist in der griechischen Mythologie seit Homer (ca. 800 v. Chr.) der Südwind und wurde von den alten Griechen zusammen mit seinen Brüdern Euros, Boreas und Zephyros als Gottheit verehrt. Sie sind Kinder der von Zeus in den Tartaros vertriebenen Titanen Astraios (Gott der Abenddämmerung) und Eos (Göttin der Morgenröte). Unter dem Namen Anemoi (Ἄνεμοι Ánemoi, deutsch ‚Winde‘) hat ihnen Hesiod (ca. 700 v. Chr.) in seiner Dichtung Theogonie (um 735) mit Ausnahme von Euros, dem Ostwind, ein frühes literarisches Denkmal gesetzt. Eine Personifikation, wie bei seinem Bruder Boreas, ist für Notos in den Mythen nicht zu erkennen.
Nach Aristoteles ist Notos der Namensgeber für die Generalisierung der eher als warm bezeichneten Süd- und Ost-Winde, den Notiae im Vergleich zu den Boreae, den eher kalten Nord- und Westwinden, wie er sie im Windsystem seines Werks Meteorologica (ca. 340 v. Chr.) vorstellte.
Im Allgemeinen wurde Notos als sanft und warm beschrieben. Dennoch konnte Notos schwere Herbststürme bringen, bei denen die Bauern um ihre Ernte fürchteten. Am Turm der Winde in Athen ist Notos als bartloser Jüngling, eine Urne in beiden Händen haltend, dargestellt.
Sein Pendant in der römischen Mythologie ist der Auster, ein Sciroccowind, der dichte Wolkendecken, Nebel oder feuchte Hitze bringen konnte und so schildert der römische Dichter Ovid (43 v. Chr.–17 n. Chr.) in seiner Dichtung Metamorphosen, Buch I zu Beginn der „Großen Flut“ in den Zeilen 264–269 wie Notos, von Jupiter losgelassen, völlig entfesselt über das Menschengeschlecht herfällt:
emittitque Notum. madidis Notus evolat alis,

terribilem picea tectus caligine vultum;

barba gravis nimbis, canis fluit unda capillis;

fronte sedent nebulae, rorant pennaeque sinusque;

utque manu lata pendentia nubila pressit,

fit fragor: hinc densi funduntur ab aethere nimbi;
Und [Jupiter] sendet Notus aus, der mit triefenden Flügeln losfliegt,

sein schreckliches Angesicht von pechschwarzem Dunkel verhüllt;

sein Bart ist regenschwer, Wasser trieft aus seinem weißen Haar;

die Stirn ist umnebelt, es tropft von Brust und Flügeln.

Und wenn er mit seiner Hand die tiefhängenden Wolken schiebt,

dann donnert es und gießt es in Strömen vom Himmel;